# La Custodia
La Custodia es un yacimiento protohistórico situado en un paraje homónimo en el término municipal de Viana en Navarra, a 1,5 km de esta localidad.  Su sustrato arqueológico comprende restos que abarcan extensos períodos -aproximadamente 2000 años- desde el Paleolítico, edades del Bronce, Hierro I y II, hasta los comienzos de la Romanización de Hispania y tiene una extensión aproximada de 12,5 hectáreas, una ciudad muy grande para la época.
Según las modernas hipótesis, el conjunto arqueológico se completa con los restos existentes en el cercano lugar denominado Monte Cantabria de Logroño que podrían corresponder al castro defensivo de esta ciudad y seguramente a su puerto fluvial anterior al existente romano, ya que el Río Ebro era navegable desde Tortosa hasta Varia al menos hasta el siglo XI d. C.
Estrabón la cita con el nombre de Varia, cuyos habitantes eran berones, que eran celtíberos; y Tito Livio como Vareia, la ciudad más poderosa de la zona. Es ampliamente considerado que la Varia que cita Estrabón se corresponde con la ciudad celtíbera que acuñó moneda con la leyenda Uarakos que fue el gentilicio de sus habitantes y contiene la raíz del nombre indígena de la ciudad.
No debe confundirse con la Vareia romana, restos arqueológicos bajo el barrio Logroñés de Varea, que es un yacimiento muy próximo a este pero de origen netamente romano donde no existen vestigios de una época anterior.  Probablemente al ser destruida una ciudad, se fundó otra a la que sus habitantes mantuvieron el mismo nombre, aunque esta probabilidad está sujeta a amplios debates en la comunidad científica.
Actualmente el yacimiento se encuentra protegido por las leyes sobre el patrimonio arqueológico de Navarra.

Posible extensión de la Celtiberia.
arévacos
pelendones
berones
belos
tittos
lobetanos
lusones

## Descripción física del yacimiento
El yacimiento se encuentra a 1,5 km de Viana, en un pequeño altozano amesetado a unos 400 m s. n. m. en la conjunción de dos arroyos en su parte sur. A ambos lados del cerro no quedan restos de muros visibles, más bien unos ribazos de unos 10 a 15 metros de desnivel sobre la orilla de los arroyos. En la parte norte este desnivel va suavizándose.

## Vareia de los Berones
Los orígenes de Vareia se sitúan en lo que es hoy el yacimiento de La Custodia, aunque otros datos apuntan a que el cerro del monte de Cantabria, distante a una hora de camino, fuera el origen de la futura Vareia romana. También se contempla la hipótesis de que La Custodia fuera la ciudad principal, y el monte Cantabria la fortaleza de la misma.

## Investigaciones arqueológicas
En los primeros días de julio del año 1973, el equipo de arqueólogos dirigido por Amparo Castiella, realizó dos catas en dos zonas diferentes del yacimiento, con el fin de datar las cerámicas que afloraban tras los trabajos agrícolas.  Las conclusiones indican que la zona más al sur del yacimiento puede datar de la edad de Hierro I y que la zona norte es del Hierro II. En ambas catas se apreció bajo la tierra de labor, un estrato de cenizas bajo la capa de adobes y cerámicas, lo que da a entender que el poblado fue destruido por un incendio.
A finales de 2017 y comienzos de 2018 se realizaron prospecciones con gradiómetro magnético y georradar apareciendo interesantes indicios de la ciudad que queda oculta a poca profundidad, dejando adivinar la estructura urbana de la ciudad berona. La UNED publicó el estudio realizado como primer proyecto de investigación, protección y puesta en valor del paisaje cultural bimilenario y excepcional de La Custodia.

## Restos y hallazgos

### Téseras de hospitalidad
En este yacimiento se han localizado seis téseras de hospitalidad con los primeros textos escritos localizados en Navarra. Fueron estudiados por el prestigioso lingüista alemán Jürgen Untermann. Cuatro de ellas parecen mencionar antropónimos escritos en caracteres ibéricos, en lo que parece ser una lengua muy cercana a la celtibérica.

### Monedas
En el yacimiento se han recogido "oficialmente" hasta el año 2000 ciento treinta y nueve monedas con inscripciones ibéricas, y cuatro con caracteres latinos. Otros muchos ejemplares pueden haber sido ilegalmente expoliados utilizando detectores de metales, sobre todo en las dos últimas décadas del siglo pasado. Rastreando en internet se encuentran muchos ejemplares de colecciones privadas, e incluso puestos a la venta, de las cecas que aquí se citan, y presentados por personajes que no distan 200 km a la redonda del yacimiento.

#### Uarakos
En el yacimiento de La Custodia se encontraron seis de un total de veintidós ejemplares conocidos de esa ceca. Además de la moneda, Uarakos también puede considerarse el nombre de la ciudad que probablemente fue la capital de los berones célticos y aliada de Pompeyo durante las guerras sertorianas, siendo ese el motivo por el que fue atacada y destruida por Sertorio.
De la lectura de la descripción que Tito Livio hace de las guerras sertorianas, se desprende que atacó Vareia, ciudad que cita como la más importante, fuerte o potente de la región. Algunos autores sitúan ese enclave en el margen izquierdo del Ebro, otros en el margen derecho, cercano al actual barrio Logroñés, ya que las prospecciones efectuadas sobre los restos romanos de Varea no identifican ningún substrato anterior al romano. Estrabón cita la polis de los berones como Varia, situada junto al 'paso del río'. En el relato de las guerras sertorianas, el ejército romano se dirige a Varea tras acampar cerca de Calahorra. A continuación cruza un río sobre el que construye un puente. La duda que suscita es qué río cruza, si el Ebro o el Cidacos, en su camino hacia Varea.
Urbano Espinosa estudió el yacimiento de Varea, en el actual barrio Logroñes homónimo, sin encontrar sustrato anterior al romano. Por tanto, propone que la Vareia Berona hay que buscarla en otra parte, no lejana, que bien podría ser la Custodia.
Ver imagen uarakos (cara)Uarakos (cruz)

#### Barskunes
El volumen de hallazgos de moneda (52 ejemplares) suponen treinta y seis ases y dieciséis denarios con esta ceca. La hipótesis que sostiene J.J. Cepeda es que la ceca de barskunes puede situarse en La Custodia. En los relatos sobre las guerras sertorianas, no se concreta donde se ubica la ciudad de Vareia, pero presupone que en el margen izquierdo del Ebro, todo el territorio es Vascón, bajo el dominio de Pompeyo.

Igual que algunos pueden situar la ceca Barscunes en Rocaforte/Sangüesa, por ser el punto de entrada desde el este en la tierra de los Vascones; La Custodia/Viana es el punto de entrada por el Oeste.

Estudios recientes consideran al pueblo berón como ágrafo, con la excepción de los textos encontrados en las téseras de La Custodia, a no ser que este yacimiento no corresponda a esta etnia,
 sino a una ciudad vascona relacionada.
I. Rodríguez Casanova propone que el centro de difusión de estas emisiones se encuentra en la ciudad que se esconde bajo este yacimiento.

Para García-Bellido y Cruces, Benkota (ceca de barskunes) no puede estar en Pamplona, por lo que la sitúa en La Custodia basándose en la cantidad de hallazgos de esa moneda en el yacimiento.
También J.J. Sayas sostiene que La Custodia puede esconder la ceca de Barskunes.
 Igualmente, pone en duda que Pamplona tuviera la entidad suficiente para ser la emisora de esta moneda
 antes de la llegada de Pompeyo.
La mayoría de los estudiosos de La Custodia (Juan Cruz Labeaga, Urbano Espinosa y Javier Armendáriz entre otros autores) atribuyen este lugar a la ceca Uarakos y por tanto la descartan.

Una nueva tesis doctoral sobre La Ceca de Baskunes, obra de Francesco Vittorio Stefanelli, de la Universitat de Valencia publicada en 2017, propone en sus conclusiones ubicar esta ceca en La Custodia
Ver imagen barskunes

#### Otras cecas y monedas
- Areikoratikos: Ceca atribuida a la localidad soriana de Agreda. Se han recogido tres ases. Ver imagen en areikoratikos
- Bolskan: Se encontraron dieciséis ases de la ceca atribuida a Huesca, en territorio de los suessetanos. Ver imagen en bolskan
- Sekaisa: Cuatro ejemplares de as, de la ceca próxima a Calatayud. Ver imagen en sekaisa
- Sekobirikes: Un importante número de ejemplares, doce ases, y diecisiete denarios de esta ceca arevaca atribuida a la localidad burgalesa de Pinilla de Trasmonte. Ver imagen en sekobirikes
- Otras cecas con caracteres Ibéricos: También se recogieron otras cantidades menores de moneda de hasta 12 cecas diferentes.
- Monedas romanas: Dos ejemplares son de la época republicana, y otros dos de la ceca de Calahorra.

### Fíbulas
Con el nombre de fíbula se denomina todo tipo de piezas metálicas utilizadas en la antigüedad para unir o sujetar alguna de las prendas que componían el vestido, ya que, no se desarrollaron los botones hasta muy entrada la Edad Media.
En el yacimiento vianés se han recogido hasta 46 fíbula anulares hispánicas. Destacan las del tipo navecilla con 25 ejemplares. Con reservas sobre su cronología por la falta de referencias respecto al estrato en el que se encontraban dado que su recogida fue en superficie, pueden situarse temporalmente desde finales del siglo III a.d. C. hasta el año 75 a.d. C. por comparación con otros yacimientos.
A destacar la importancia del número total de ejemplares recuperados, aún sin efectuar excavaciones, respecto al total de fíbulas similares recogidas en otros yacimientos, que rondarían las 360 diseminadas en 50 yacimientos.

## Límites entre etnias
Parece consensuado que el alto Ega era territorio de los Várdulos, y que la margen derecha del Ebro corresponde a los Berones, al menos hasta la altura de Calahorra, ciudad a la que Tito Livio se abstiene de asignar a ningún pueblo.
Tradicionalmente se ha situado en el valle del Ega la separación entre Berones y Vascones como límite oriental al norte del río Ebro. Sin embargo, en estudios más recientes, Javier Armendariz sitúa Curnonium en Los Arcos, como ciudad Vascona, y por tanto, traslada la frontera oriental de los Berones al río Linares.
Como dice Armendariz, "El límite entre Berones y Vascones, como el de casi todas las fronteras étnicas de la Antigüedad, no son sino creaciones exógenas más que realidades físicas y límites estáncos, es difícilmente perceptible, pues a priori no se identifican grandes diferencias ni en la cultura material ni en lo relativo al modelo de poblamiento...".

## Excavaciones
Los importantes restos encontrados en este yacimiento son mayoritariamente resultado de recogida de objetos tras labores agrícolas de profundidad, (desfondado de suelos para plantación de viñas), lo que hace que todos los restos recuperados aparezcan descontextualizados de su estrato temporal.

En otoño de 2018 se realizó una pequeña excavación en la trinchera que provoca el paso de la carretera, apareciendo el piso de una calle y restos de construcciones, así como estratos de incendio claramente apreciables, los trabajos se han repetido en campañas posteriores.

## Presente y futuro del yacimiento
En el año 1991 durante la redacción de las Normas Subsidiarias de Viana, se aprobó una normativa específica para los yacimientos situados en el término municipal. Esta contempla directrices como la adquisición o permuta de terrenos en favor del ayuntamiento, prohibición de construcciones o labores de desfonde, extracción de gravas o aprovechamientos leñosos.
El yacimiento se encuentra protegido por las leyes sobre el patrimonio arqueológico de Navarra:
Orden Foral 62/1994, de 2 de marzo de 1994. BON de 28 de marzo de 1994.
El DECRETO FORAL, 218/1986, de 3 de octubre regula la concesión de licencias para excavaciones y prospecciones en Navarra
El I Plan Trienal de Patrimonio Cultural del gobierno de Navarra contempla la elaboración de Planes Directores de los yacimientos con mayor potencial arqueológico en Navarra. Entre ellos, la ciudad celtíbera de La Custodia, en Viana.

Los planes de ordenación territorial de Navarra (POT 4 y POT 5) contemplan la creación de una ruta arqueológica que comenzaría en Liédena y atravesaría toda Navarra de este a oeste para finalizar en Viana, en el poblado de La Custodia